# 3rd～LOVE Escalation!～
「3rd～LOVE Escalation!～」（3rd ～LOVEエスカレーション!～）是日本的女子偶像組合℃-ute的第2枚原創專輯。於2008年3月12日發行。唱片公司為zetima。

## 概要
- 與上一張迷你專輯「②mini ～生存的力量～」相距約11個月。與上一張原創專輯「Cutie Queen VOL.1」相距約1年5個月。
- 收錄第1張單曲「櫻花乍現」至第4張單曲「LALALA　幸福之歌」，一共4首A面曲。
- 本作分「初回限定盤」和「CD盤」2種版本
- 「初回限定盤」收錄了單曲「LALALA　幸福之歌（各成員 Close-up Live Ver.）」的PV和「LALALA　幸福之歌 Live Ver.」。
- 在3月24日於公信榜專輯週排行榜取得第10位。

## 收錄內容

### CD（初回限定盤・CD盤）
1. 都會女孩　純情（都会っ子 純情）
（作詞・作曲：淳君 編曲：平田祥一郎）
3rd單曲
2. Image Colour（イメージカラー）
（作詞・作曲：淳君 編曲：平田祥一郎）
矢島舞美・鈴木愛理主唱
3. 少女COCORO (乙女COCORO)
（作詞・作曲：淳君 編曲：山崎淳）
4. LALALA　幸福之歌 （LALALA 幸せの歌）
（作詞・作曲：淳君 編曲：平田祥一郎）
4th單曲
5. 被稱讚就會成長的孩子主題曲 (ほめられ伸び子のテーマ曲)
（作詞・作曲：淳君 編曲：鈴木Daichi秀行）
6. 流轉的戀愛季節 （めぐる恋の季節）
（作詞・作曲：淳君 編曲：鈴木Daichi秀行）
2nd單曲
7. Sweeeets→→→Live（スイーーツ→→→ライブ）
（作詞・作曲：淳君 編曲：高橋諭一）
岡井千聖・有原栞菜主唱
8. 櫻花乍現（桜チラリ）
（作詞・作曲：淳君 編曲：高橋諭一）
1st單曲
9. 晴朗的白金大道（晴れのプラチナ通り）
（作詞・作曲：淳君 編曲：平田祥一郎）
中島早貴・萩原舞主唱
10. Do Don Ga Don音頭
（作詞・作曲：淳君 編曲：鈴木俊介）
梅田繪理香主唱

### DVD
1. LALALA　幸福之歌（Live Ver.）
2. LALALA　幸福之歌（梅田繪理香 Close-up Live Ver.）
3. LALALA　幸福之歌（矢島舞美 Close-up Live Ver.）
4. LALALA　幸福之歌（中島早貴 Close-up Live Ver.）
5. LALALA　幸福之歌（鈴木愛理 Close-up Live Ver.）
6. LALALA　幸福之歌（岡井千聖 Close-up Live Ver.）
7. LALALA　幸福之歌（萩原舞 Close-up Live Ver.）
8. LALALA　幸福之歌（有原栞菜 Close-up Live Ver.）